# Makovîsko, Kozova
Makovîsko (în ucraineană Маковисько) este un sat în comuna Kalne din raionul Kozova, regiunea Ternopil, Ucraina.

## Demografie
Componența lingvistică a localității Makovîsko
     Ucraineană (100%)
Conform recensământului din 2001, toată populația localității Makovîsko era vorbitoare de ucraineană (100%).